# 吉木悠佳
吉木 悠佳（よしき はるか、1998年7月1日 - ）は、日本の元女性アイドル、ゲーム実況者、声優である。クロコダイル準所属。
女性アイドルグループ・Party Rockets GTの元メンバー（2代目リーダー）。

## 略歴
- 5歳の頃に地元宮城県仙台市の芸能事務所ステップワンに所属し活動。子供服のモデルなどで活躍。
- avexアイドルオーディション2010 3次審査 人気投票4位を獲得するも落選。
- 2010年7月19日からは小中学生を中心としたエンタメガールズユニットB♭（ビィフラット）として活動。
- 2012年6月6日、B♭の選抜メンバーでParty Rocketsを結成する事が発表されメンバー加入。
- 同年8月15日にavex traxから「初恋ロケット」でメジャーデビューした。
- 2017年4月27日、高校卒業を機にソロ活動スタート[1]。
- 同年11月8日、1stアルバム「YOSHIKI NOW」リリース[2]。
- 2019年9月13日、OPENREC.tvにてゲーム実況配信スタート。
- 2020年2月24日、Party Rockets GT解散[3]。
- 2021年5月30日、「YOSHIKI RESTAURANT 2021〜FINAL〜」にて所属事務所を退所した事を発表。
- 同年10月1日よりクロコダイルに準所属[4]。かねてからの夢であった声優活動を始める。
- 2024年3月31日、活動休止を発表[5][6]。

## 人物
- 趣味：ゲーム実況を見る、ボルダリング、謎解き、脱出ゲーム。
- 特技：ダンス。
- 幼少期の習い事：水泳、極真空手、ピアノ。
- 好きな食べ物：唐揚げ、カレー、オムライス、牛丼、寿司、博多通りもん。
- ゲームは好きだが得意ではない。
- チョコミン党。
- わんこそば記録106杯[7]。
- 3人兄妹の末っ子。愛猫はチャオちゃん[8]。
- 家訓「料理は洗い物をして片付けるまでが料理」
- 声優になりたいと思ったきっかけは井上麻里奈。
- クモ恐怖症[9]。

## 出演

### テレビアニメ
- 邪神ちゃんドロップキックX（2022年、大正交通社員たち）
- 惑星のさみだれ（2022年、男友達）
- ホリミヤ -piece-（2023年、女子生徒D）
- 絆のアリル（2023年、エリー[10]）

### ゲーム
- BLACK STELLA Iи:FernØ（2022年、ユーリヤ・ペレーヴィン・山田）
- 英雄伝説 黎の軌跡II -CRIMSON SiN-（2022年、アリヤ）

### ナレーション
- 『TBSラジオ「TALK ABOUT しんくみバンク presents ハートウォーミングストーリー」』 - 朗読（2022年3月26日、TBSラジオ）
- 『不動産投資 TOKYOリスタイル Youtubeチャンネル』

### テレビドラマ
- 心霊内科医 稲生知性 （2023年、怨霊役）

### ボイスコミック
- 異世界征服記 ～不遇種族たちの最強国家～（2022年、エリー[11]）
- ざーこざこざこざこ先生（2022年、白井さん、生徒役）
- お疲れお兄さんは手芸沼につかりたい（2022年、華寺）
- 末期ガンでも元気です 38歳エロ漫画家、大腸ガンになる（2022年）[12]

### 吹き替え
- シンデレラ 砂漠の女王と命の石（2022年、黄色い鳥）
- 智異山（2022年、スンア他）
- デュードロップ・ダイアリーズ　シーズン2（2023年、ディエゴ、少年役他）
- NCIS:ハワイ シーズン2（2024年）

### 舞台
- 朗読劇「イエローサブマリン〜スラムの国のアリス〜」（ネコ派帝国マイケルキャッツ）
  - 2022年7月23日 - 24日（六本木 CLUB EDGE）
- 朗読劇「echo」（ある女）
  - 2023年1月14日 - 15日（KIWA TENNOZ）
- キミに贈る朗読会 特別編「～約束のバレンタイン～」
  - 2023年2月11日（MsmileBOX渋谷[13]）

### 音楽コンテンツ
- 「IDOL舞SHOW」It's your サイダー（MINA）

## 作品

### 配信シングル
| # | タイトル                        | 配信日        |
| - | ------------------------------- | ------------- |
| 1 | Blue                            | 2018年3月28日 |
| 2 | Twenty                          | 2018年6月27日 |
| 3 | Mid&Summer night                | 2020年7月15日 |
| 4 | Statice feat.NANAMI from QUEENS | 2021年1月27日 |

### アルバム
| # | タイトル    | 発売日        | 収録曲 |
| - | ----------- | ------------- | --- |
| 1 | YOSHIKI NOW | 2017年11月8日 | 1. By my side 2. Mark 3. Wonder 4. My darling 5. Pleasant 6. I'll come to see you 7. my way 8. 夢で逢えるから 9. Daybreak |

### キャラクターソング
| 発売日        | 商品名           | 歌                 | 楽曲                                          | 備考                 |
| ------------- | ---------------- | ------------------ | --------------------------------------------- | -------------------- |
| 2022年8月31日 | KIRA YA FLY HIGH | It's your サイダー | 「KIRA YA FLY HIGH」 「ユメシロップサイダー」 | 『IDOL舞SHOW』関連曲 |

### ユニットメンバー
1. ↑  ICHIKA（吉武千颯）、NINA（山田美鈴）、MINA（吉木悠佳）、SHION（大原わかな）、ISUZU（山本真綺）